# Tragiscus dimidiatus
Espèce
Tragiscus dimidiatus est une espèce d'insectes coléoptères de la super-famille des scarabées, de la famille des Scarabaeidae et la seule du genre Tragiscus.

## Répartition
Cette espèce se rencontre en Afrique orientale, dans l'Est de l'Afrique centrale et en Afrique australe.
Elle est notamment présente en République démocratique du Congo,, au Mozambique, en Ouganda et en Afrique du sud,

## Description

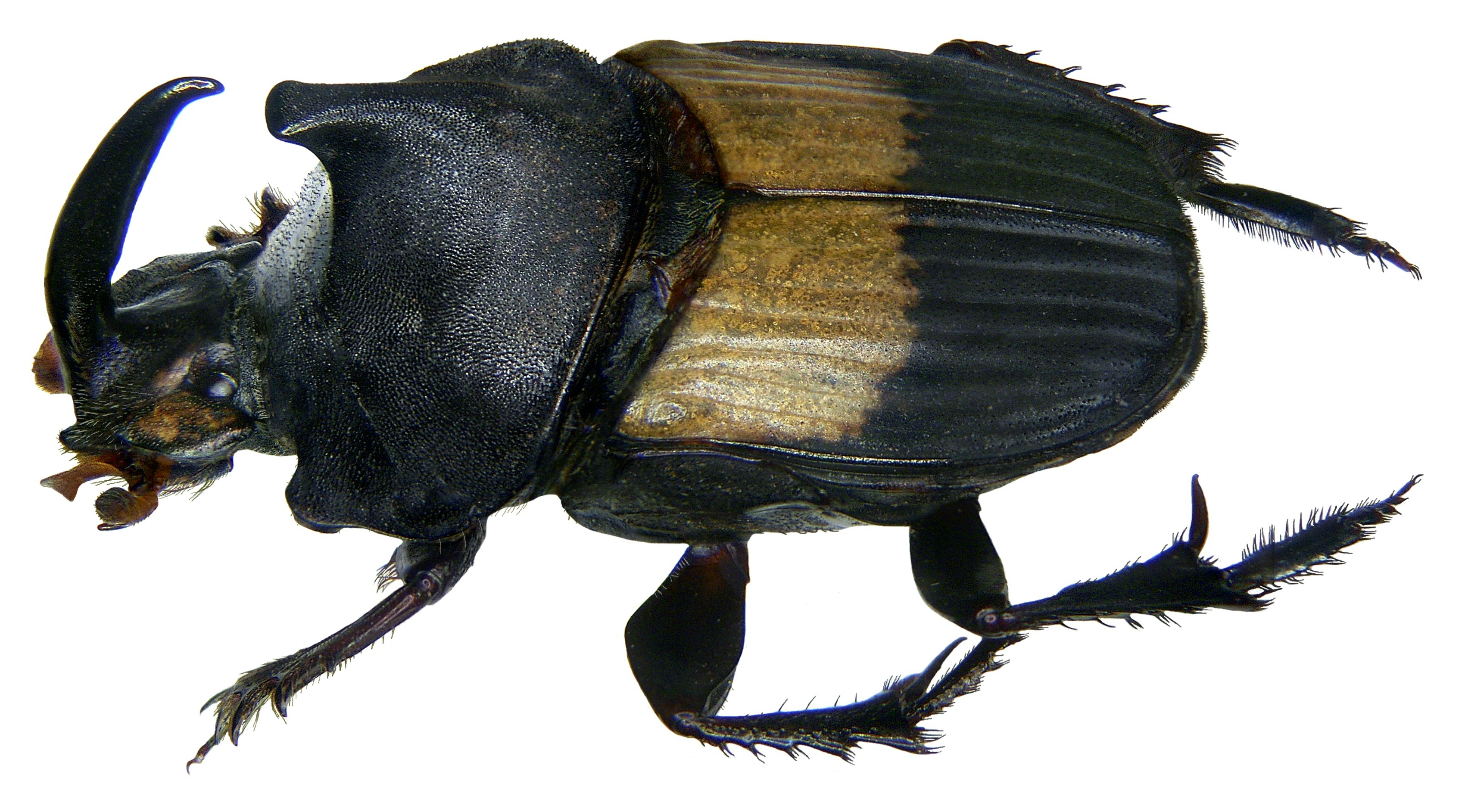
Tragiscus dimidiatus ♂

Tragiscus dimidiatus mesure de 15 à 22 mm.
La tête est semi-circulaire et largement émarginée à l'avant. Elle présente des cornes sur le sommet, une seule chez le mâle et deux courtes et recourbées en arrière chez la femelle.
Le corps est sub-oblong avec le dessus habituellement en majeure partie noir ou brun foncé. Le pronotum est déprimé avec une abrupte déclivité à l'avant et des côtés plus ou moins sinués en avant des angles antérieurs et régulièrement convexes depuis les angles latéraux jusqu'à la base. Il n'est pas rebordé en son milieu. Il est couvert dans sa partie postérieure chez le mâle et entièrement chez la femelle de points râpeux très densément repartis donnant naissance à de très petites squamules spatuliformes. Ces squamules se retrouvent également, mais moins densément réparties, sur les élytres. L'écusson est petit et étroit. Le métasternum présente, sur le tiers antérieur, deux carinules longitudinales arquées rejoignant à l'avant la suture mésométasternale en relief.
La partie inférieure du corps est cintrée presque uniformément et ne présente pas de trous au milieu du thorax et sur les premiers segments abdominaux.
Les élytres sont sub-planaires avec une carène latérale très saillante et la base plus ou moins largement et irrégulièrement testacée,.
L'espace entre les pattes médianes est faible et les pattes postérieures sont si proches qu'il ne reste presque plus d'espace entre elles. Le premier article des tarses médians et postérieurs est très développé et beaucoup plus long que les autres articles réunis. Le postérieur est plus fortement explané que le médian. Le premier article des tarses postérieurs est très aplati et fortement dilaté et les autres articles sont aplatis et fortement triangulaires,.
Le pygidium est vertical à la base et non caréné transversalement.
Le dessus du corps est en grande partie garni de squamules spatuliformes très petites.

### Le mâle

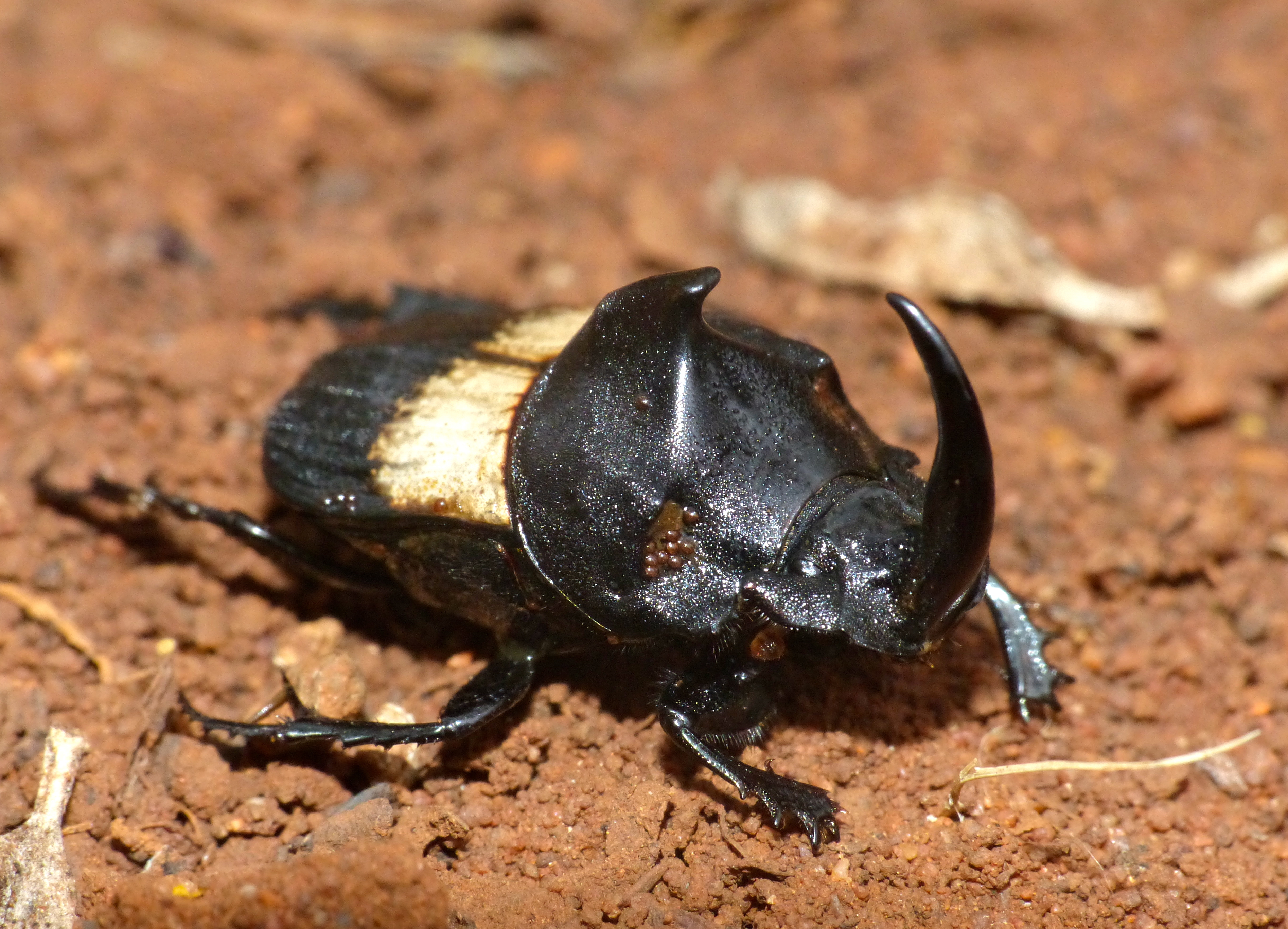
Tragiscus dimidiatus ♂

Le clypéus est armé, un peu au-dessus de la base, d'une corne plus ou moins développée et dilatée postérieurement en deux carènes se rejoignant plus haut en une arête simple. Les joues sont plus ou moins prolongées postérieurement en un lobe sinueux faisant saillie à l'arrière et se logeant dans une échancrure correspondante du bord antérieur du pronotum. Le pronutum présente à l'avant une profonde dépression abrupte limitée au milieu et au dessus par une forte saillie en forme de corne recourbée en avant et flanquée de chaque côte d'une saillie anguleuse obtuse. 

### La femelle
Le clypéus présente à l'avant une échancrure large à fond brillant et limitée par un rebord cariniforme. Le front est armé de deux cornes courtes et épaisses recourbées vers l’arrière. Les joues sont faiblement anguleuses latéralement et non lobées à l’arrière et font un angle obtus. Le pronotum est incliné et gibbeux à l'avant. 

## Comportement
Cette espèce niche dans les excréments ou à proximité en creusant des tunnels et ne les déplace pas.
Elle peut se rencontrer dans les excréments d'éléphants.

## Systématique
L'espèce Tragiscus dimidiatus a été décrite par l'entomologiste allemand Johann Christoph Friedrich Klug en 1855.

### Publication originale
- Klug, J. C. F. 1855. Diagnosen der neuer Coleopteren aus Mossambique. Bericht über die zur Bekanntmachung geeigneten Verhandlungen der Koniglich-Preussischen Akademie der Wissenschaften zu Berlin, 20: 643-660 [651]. (BHL) (Tragicus dimidiatus p. 651)

### Liste des synonymes
- Oniticellus dimidiatus Boucomont, 1921[1]
- Deronilis ephippiatus Arrow, 1933[1]